# НЕВОД

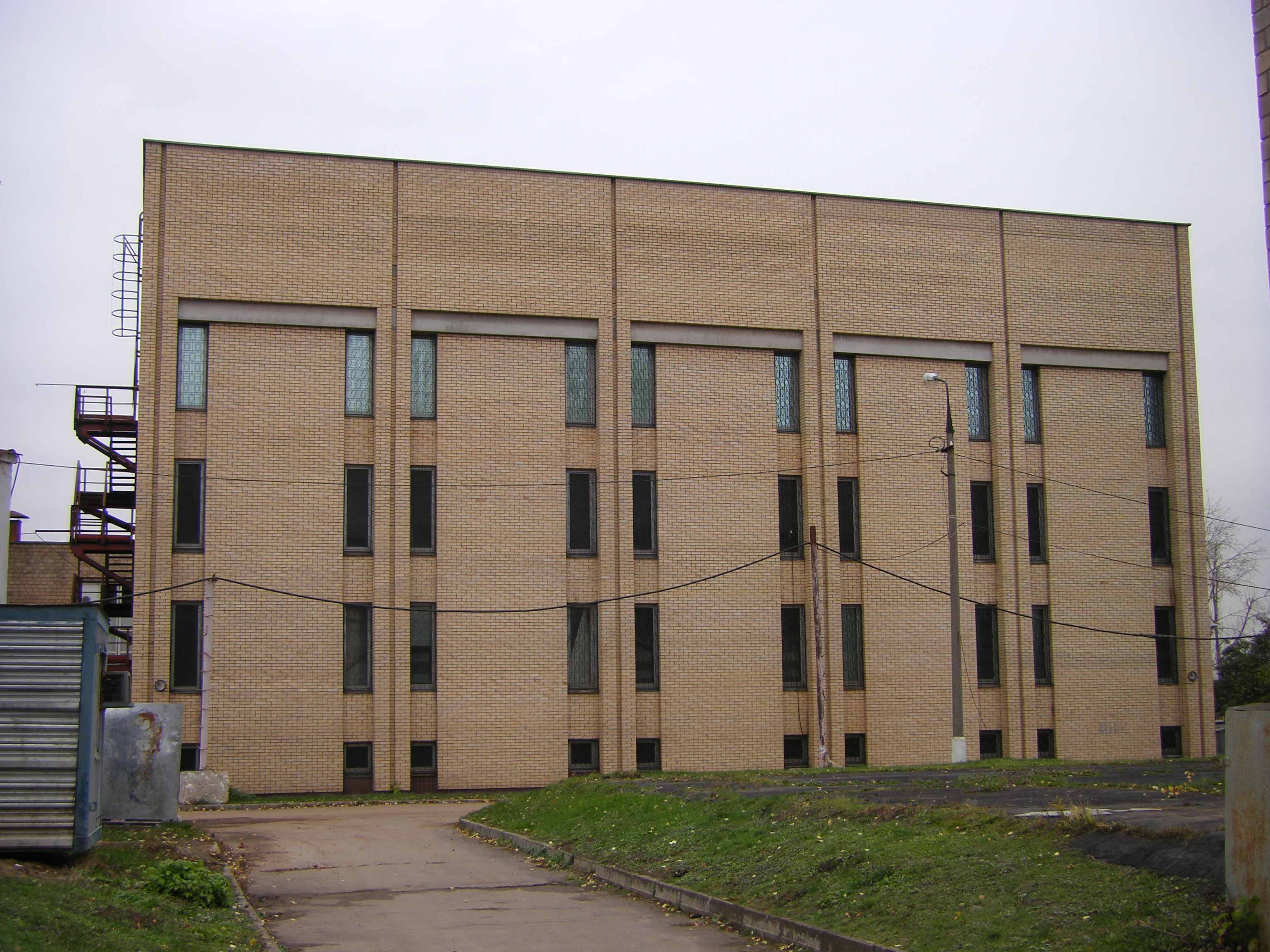
Здание, в котором находится нейтринный водный детектор

НЕ́ВОД (аббр. от НЕйтринный ВОдный Детектор) — нейтринный водный детектор на поверхности Земли, предназначенный для исследования всех основных компонентов космических лучей. Располагается в Москве на территории Национального исследовательского ядерного университета «МИФИ» в корпусе 47а. 
15 октября 2012 года прошло ровно 50 лет со дня основания Мюонной лаборатории кафедры №7, на базе которой в 1988 году был создан Научно-образовательный центр НЕВОД.
По заявлению ученых из МИФИ, НЕВОД стал первым наземным водным нейтринным детектором.

## История
История создания детектора берёт своё начало в 1977 году, когда была предложена идея создания нейтринного водного детектора на поверхности Земли. Детектор поэтапно вводился в эксплуатацию в течение 1993—1994 годов. С помощью детектора проводились исследования различных компонент космических лучей, была доказана возможность самой регистрации нейтрино на поверхности Земли, были произведены исследования многочастичных событий в широком интервале зенитных углов, а также осуществлена разработка и развитие метода спектров локальной плотности мюонов для исследования ШАЛ.
В настоящее время[когда?] создаётся новая регистрирующая система детектора.

## Регистрирующая система
Регистрирующая система черенковского водного детектора размещена в водном резервуаре с внутренними размерами 9×9×26 м³ и представляет собой пространственную решётку, в узлах которой располагаются квазисферические модули (КСМ), регистрирующие черенковское излучение с любого направления с практически одинаковой эффективностью. Конструктивно решетка сформирована из вертикальных гирлянд, состоящих из 3 или 4 модулей. Размеры водного резервуара позволяют разместить до 19 таких плоскостей, 67 гирлянд, 241 КСМ. Так как экспериментальный комплекс НЕВОД является первым черенковским водным детектором на поверхности Земли и играет роль прототипа будущих крупномасштабных установок, при его конструировании предусматривалась возможность использования различных схем расположения и ориентации модулей. Триггерная система позволит выделять различные классы событий по количеству и расположению, сработавших КСМ.
Система сбора и обработки данных позволяет записывать всю необходимую информацию для последующей реконструкции заряженных событий.
Для калибровки фотоумножителей модулей в течение длительных сеансов измерений используется система калибровочных телескопов (СКТ), которая включает в себя верхние сцинтилляционные счётчики, расположенные на крышке водного бассейна, и нижние, расположенные на дне бассейна. Любые пары этих счётчиков представляют собой узконаправленные телескопы, которые позволяют калибровать квазисферические модули по черенковскому излучению выделенных мюонов. Каждый счётчик представляет собой герметичный корпус, внутри которого расположена сцинтилляционная пластина размером 20x40x1 см, ФЭУ и предусилитель. Световые вспышки, генерируемые частицами в сцинтилляторе, собираются посредством конических световодов на фотокатоды фотоумножителей ФЭУ-85, сигнал с которых усиливается и посылается на внешнюю триггерную систему.

## Новая регистрирующая система
Дальнейшее развитие ЧВД НЕВОД связано с расширением его возможностей в качестве мюонного годоскопа с 4{\displaystyle \pi }-геометрией и черенковского водного калориметра для измерения энерговыделения мюонной компоненты космических лучей. Для решения первой задачи были разработаны новые фотоумножители ФЭУ-189 и ФЭУ-200, применение которых позволяет на порядок уменьшить шумы отдельных каналов измерительной системы и в три раза увеличить эффективность регистрации черенковского излучения от одиночных частиц. Для решения второй задачи необходимо улучшение условий детектирования одиночных мюонов от СКТ (нормировочная точка) и существенное (около 100 раз) расширение динамического диапазона регистрируемых сигналов за счет параллельного съема сигналов с одного из младших динодов.